# Paul Leidinger (Landrat)
Paul Leidinger (* 25. März 1894 in Wesel; † 5. Januar 1975 in Dülmen) war ein deutscher Landrat im Landkreis Zell (Mosel) und im Landkreis Prüm.

## Leben
Er wuchs in Adenau, Eifel, auf, wo seine Eltern und Brüder Karl, Johannes und Max mit dem Vater ein Bauunternehmen führten. Nach seiner Reifeprüfung, die er 1919 in Linz am Rhein ablegte, nahm Paul Leidinger in Bonn ein Studium der Land- und Volkswirtschaft auf. Nach seinem Staatsexamen im Jahre 1922 folgte 1925, ebenfalls in Bonn, seine Promotion, der Titel seiner Dissertationsschrift: Die Entwicklung des Zusammenlegungswesens in den rechtsrheinischen Kreisen des Regierungsbezirkes Koblenz und der Einfluß auf die landwirtschaftlichen Verhältnisse. Bis 1927 schloss er dann noch ein Studium der Rechtswissenschaften an.
Seine ersten beruflichen Erfahrungen sammelte Leidinger zunächst bei verschiedenen Kulturämtern, bevor er ab 1929 zuerst die Leitung des Kulturamtes in Altenkirchen und dann in Simmern übernahm. In Simmern war er als Mitglied des Zentrums sowohl Stadtverordneter als auch Mitglied im Kreistag. Nach der Machtergreifung durch die Nationalsozialisten zog die politische Betätigung die Strafversetzung Leidingers nach Schmalkalden nach sich.

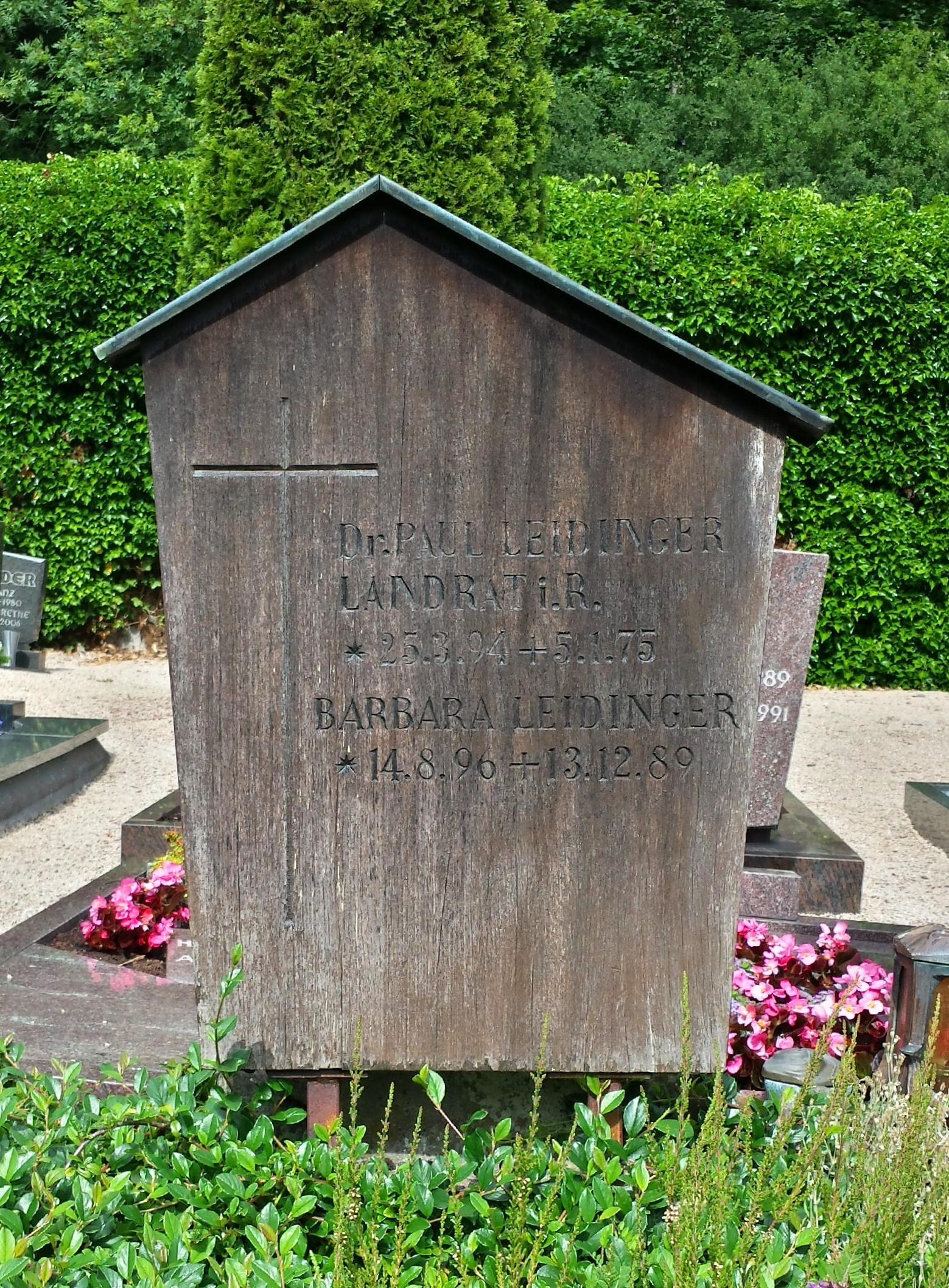
Grab von Dr. Paul und Barbara Leidinger in Adenau

1936 konnte er wieder nach Simmern zurückkehren und von 1939 bis 1942 leistete er als Soldat seinen Dienst in der Wehrmacht. Nach Ende des Zweiten Weltkriegs wurde Leidinger von 1945 bis 1946 erst zum Landrat des Kreises Zell berufen, um danach wieder als Leiter der Kulturämter in Bernkastel und Mayen tätig zu werden. In der Zeit von 1952 bis 1959 erhielt er seine nächste Berufung zum Landrat im Landkreis Prüm. Hier galt seinem Hauptaugenmerk die Wiedererrichtung der im Kreisgebiet noch in weiten Teilen zerstörten Infrastruktur, einer neuen Industrieansiedlung sowie der Wiederherstellung der zentralen Wasserversorgung. Mit dem Erreichen der Dienstaltersgrenze wurde er 1959 pensioniert. 1969 folgte die Auszeichnung mit dem  Verdienstorden der Bundesrepublik Deutschland.
Paul Leidinger war mit Barbara Leidinger (* 14. August 1896; † 13. Dezember 1989), geb. Prämaßing, verheiratet und lebte im Ruhestand in Adenau, Eifel, wo er auch nach seinem Tod in Dülmen im Leidingerschen Familiengrab eine letzte Ruhestätte fand.